# Roger Imhof
Pour les articles homonymes, voir Imhof.
(Frederick) Roger Imhof est un acteur américain, né le 15 août 1875 à Rock Island (Illinois), mort le 15 avril 1958 à Los Angeles — Quartier d'Hollywood (Californie).

## Biographie
D'abord acteur de théâtre dès l'enfance, notamment dans le répertoire du vaudeville, Roger Imhof joue une fois à Broadway (New York) en 1923, dans la comédie musicale Jack and Jill, aux côtés de Clifton Webb.
Il débute au cinéma sur le tard, après le passage au parlant, contribuant à cinquante-cinq films américains, comme second rôle de caractère ou parfois, dans des petits rôles non crédités. Le premier est Me and My Gal de Raoul Walsh, avec Spencer Tracy et Joan Bennett, sorti en 1932. Les trois derniers sortent en 1944, dont Le Jockey de l'amour d'Henry Hathaway, avec Walter Brennan et Charlotte Greenwood.
En particulier, il participe à quatre films de John Ford, dont Sur la piste des Mohawks (1939, avec Claudette Colbert et Henry Fonda), où il personnifie le général Nicholas Herkimer (en). Mentionnons également One More Spring d'Henry King (1935, avec Janet Gaynor et Warner Baxter), La Furie de l'or noir de Rouben Mamoulian (1937, avec Irene Dunne et Randolph Scott), ou encore Tueur à gages de Frank Tuttle (1942, avec Veronica Lake et Robert Preston).

## Théâtre (sélection)
- 1923 : Jack and Jill, comédie musicale, musique d'Augustus Barratt, lyrics d'Otto Harbach, John Murray Anderson et Augustus Barratt, livret de Frederic Isham et Otto Harbach : Daniel Malone (à Broadway)

## Filmographie partielle
- 1932 : Me and My Gal de Raoul Walsh : un client
- 1933 : Charlie Chan's Greatest Case d'Hamilton MacFadden : le ramasseur d'objets sur la plage
- 1933 : Houp là (Hoop-La) de Frank Lloyd : Colonel Gowdy
- 1934 : Grand Canary d'Irving Cummings : Jimmy Corcoran
- 1934 : Handy Andy de David Butler : Doc Burmeister
- 1934 : Musique dans l'air (Music in the Air) de Joe May : Le bourgmestre
- 1934 : David Harum de James Cruze : Edwards
- 1934 : Judge Priest de John Ford : Billy Gaynor
- 1934 : Love Time de James Tinling : L'aubergiste
- 1935 : La Jolie Batelière (The Farmer Takes a Wife) de Victor Fleming : Samson « Sam » Weaver
- 1935 : One More Spring d'Henry King : Michael Sweeney
- 1935 : Life Begins at Forty (en) de George Marshall : Pappy Smithers
- 1935 : Rivaux (Under Pressure) de Raoul Walsh : George Breck
- 1935 : Steamboat Round the Bend de John Ford : Pappy
- 1936 : Roaming Lady d'Albert S. Rogell : Capitaine Murchison
- 1936 : Red Lights Ahead de Roland D. Reed : Pa Wallace
- 1936 : A Son Cames Home d'Ewald André Dupont : Détective Kennedy
- 1936 : San Francisco de W. S. Van Dyke : « Alaska » Joe Kelso
- 1936 : Le Fils du désert (Three Godfathers) de Richard Boleslawski : Le shérif
- 1936 : North of Nome (en) de William Nigh  : Juge Bridle
- 1936 : La Loi du plus fort (Riffraff) de J. Walter Ruben : « Pops »
- 1937 : Fifi peau de pêche (Every Day's a Holiday ) d'A. Edward Sutherland : Trigger Mike
- 1937 : There Goes the Groom de Joseph Santley : Hank
- 1937 : La Furie de l'or noir (High, Wide, and Handsome) de Rouben Mamoulian : « Pop » Bowers
- 1939 : Mélodie de la jeunesse (They Shall Have Music) d'Archie Mayo : Michael
- 1939 : Nancy Drew... Trouble Shooter de William Clemens : Shérif Barney Riggs
- 1939 : Sur la piste des Mohawks (Drums Along the Mohawk) de John Ford : Général Nicholas Herkimer
- 1939 : Les Aventures d'Huckleberry Finn (The Adventures of Huckleberry Finn) de Richard Thorpe : Juge Logan
- 1940 : The Way of All Flesh de Louis King : Franz Henzel
- 1940 : Abraham Lincoln de John Cromwell : M. Crimmin
- 1940 : Les Révoltés du Clermont (Little Old New York) de Henry King : John Jacob Astor
- 1940 : Les Raisins de la colère (The Grapes of Wrath) de John Ford : Thomas
- 1940 : Tanya l'aventurière (I Was an Adventuress) de 	Gregory Ratoff : Heinrich Von Kongen
- 1940 : Passion sous les tropiques (Victory) de John Cromwell (non crédité)
- 1941 : Une femme à poigne (The Lady from Cheyenne) de Frank Lloyd : Oncle Bill
- 1941 : Chasse à l'homme (Man Hunt) de Fritz Lang : Capitaine Jensen
- 1941 : Mystery Ship de Lew Landers : Capitaine Randall
- 1942 : Tennessee Johnson de William Dieterle : Hannibal Hamlin
- 1942 : It Happened in Flatbush de Ray McCarey : M. Maguire
- 1942 : Tueur à gages (This Gun for Hire) de Frank Tuttle : Sénateur Burnett
- 1944 : Casanova in Burlesque de Leslie Goodwins : Joseph M. Kelly Sr.
- 1944 : Le Jockey de l'amour (Home in Indiana) d'Henry Hathaway : Roger